# Helen van Beurden
Helen van Beurden (Breda, 19 januari 1991) is een Nederlandse handbalster die uitkomt in de Duitse Handbal-Bundesliga voor HSG Bensheim/Auerbach. 
Ze begon met handbal bij Internos in Etten-Leur van waaruit ze in 2010 via Fortissimo (1 jaar) en Quintus (3 jaar) in 2014 het avontuur opzocht in het buitenland. Ze kwam in 2014 bij het Duitse HSG Bad Wildungen terecht. Na twee seizoenen stapte ze over naar de Tweede Bundesliga en ging spelen voor FSG Mainz 05. Na een seizoen koos ze voor het Zweedse avontuur bij Skara HF. Na één seizoen koos ze ervoor om terug te keren naar de Duitse competitie en vanaf het seizoen 2018/19 te gaan spelen voor HSG Bensheim/Auerbach, waar ze een tweejarig contract heeft getekend.